# La Chasse aux millions (film, 1949)
Pour plus de détails, voir Fiche technique et Distribution.
La Chasse aux millions (Miss Tatlock's Millions) est un film américain en noir et blanc réalisé par Richard Haydn, sorti en 1948.

## Synopsis
Pour pouvoir toucher l'héritage de ses parents, la jeune Nan Tatlock doit remplir la clause suivante : faire en sorte que tous les membres de sa bizarre famille soient présents à la lecture du testament, sans quoi elle perdrait l’héritage.
La chose n'est pas facile à réaliser car les Tatlocks sont notoirement des excentriques notoires, et le plus excentrique de tous est son frère Skylar, tellement fou qu'il a constamment besoin d'être suivi par une sorte de gardien, le vieux Denno Noonan, qui veille sur lui constamment.
Les choses se compliquent quand, lors d'un voyage à Hawaï, le vieux Denno perd littéralement son protégé. Pour éviter le pire, il tente engage un acteur, Burke, pour remplacer Skylar. En attendant la lecture du testament, Burke et Nan tombent amoureux et lorsque le jeune Denno réapparaît, les deux amoureux s'enfuient ensemble, se désintéressant de l'héritage.

## Fiche technique
- Titre : La Chasse aux millions
- Titre original : Miss Tatlock's Millions
- Réalisation : Richard Haydn
- Scénario : Charles Brackett, Richard L. Breen, d'après la pièce Oh Brother de Jacques Deval (1945)
- Photographie : Charles Lang
- Montage : Everett Douglas, Doane Harrison
- Musique : Victor Young
- Producteur : Charles Brackett
- Société de distribution : Paramount Pictures
- Pays d'origine : États-Unis
- Langue : anglais
- Format : noir et blanc – 35 mm – 1,37:1 – son mono (Western Electric Recording)
- Genre : comédie loufoque
- Durée : 101 min
- Dates de sortie :
  -  États-Unis : 19 novembre 1949
  -  France : 3 février 1950

## Distribution
- John Lund : Tim Burke
- Wanda Hendrix : Nan Tatlock
- Barry Fitzgerald : Denno Noonan
- Monty Woolley : Miles Tatlock
- Robert Stack : Nicky Van Alen
- Ilka Chase : Cassie Van Alen
- Dorothy Stickney : Emily Tatlock
- Elizabeth Patterson : Cora
- Leif Erickson : Dr Mason
- Dan Tobin : Gifford Tatlock
- Hilo Hattie : Kamamamalua
- Richard Haydn : Fergel (crédité Richard Rancyd)